# São Joaquim da Barra (tiểu vùng)
São Joaquim da Barra là một tiểu vùng thuộc bang São Paulo, Brasil. Tiều vùng này có diện tích 5571 km², dân số năm 2007 là 190488 người.